# Кубок вызова ЕКВ среди женщин 2012/2013
6-й розыгрыш Кубка вызова ЕКВ среди женщин (41-й с учётом Кубка обладателей кубков и Кубка топ-команд) проходил с 13 ноября 2012 по 24 марта 2013 года. Со старта турнира в нём принимали участие 29 клубных команд из 20 стран-членов Европейской конфедерации волейбола. Со 2-го круга к соревнованиям подключились ещё 15 команд, выбывших из розыгрыша Кубка ЕКВ. Победителем турнира впервые стала российская команда «Динамо» (Краснодар).

## Система квалификации
Места в Кубке вызова 2012/2013 были распределены по рейтингу ЕКВ на 2012 год, учитывающему результаты выступлений клубных команд стран-членов ЕКВ в еврокубках на протяжении трёх сезонов (2008/2009—2010/2011). Сам рейтинг выглядит следующим образом:
| Место | Страна      | Турниры и количество команд | Турниры и количество команд | Турниры и количество команд |
| Место | Страна      | Лига чемпионов              | Кубок ЕКВ                   | Кубок вызова ЕКВ            |
| ----- | ----------- | --------------------------- | --------------------------- | --------------------------- |
| 1     | Россия      | 3 (3)                       | 1 (1)                       | 1 (1)                       |
| 2     | Италия      | 2 (3)                       | 2 (1)                       | 1 (1)                       |
| 3     | Турция      | 2 (3)                       | 2 (2)                       | 1 (1)                       |
| 4     | Франция     | 2 (2)                       | 2 (2)                       | 1 (1)                       |
| 5     | Польша      | 2 (3)                       | 2 (2)                       | 1 (0)                       |
| 6     | Сербия      | 2 (1)                       | 2 (1)                       | 1 (1)                       |
| 7     | Румыния     | 1 (2)                       | 2 (1)                       | 2 (2)                       |
| 8     | Азербайджан | 1 (3)                       | 2 (2)                       | 2 (0)                       |
| 9     | Испания     | 1 (0)                       | 2 (0)                       | 2 (0)                       |
| 10    | Германия    | 1 (2)                       | 2 (1)                       | 2 (2)                       |
| 11    | Хорватия    | 1 (0)                       | 2 (2)                       | 2 (0)                       |
| 12    | Швейцария   | 0 (1)                       | 2 (2)                       | 2 (1)                       |
| 13    | Чехия       | 0 (1)                       | 2 (2)                       | 2 (0)                       |
| 14    | Австрия     | 0 (0)                       | 2 (2)                       | 2 (2)                       |
| 15    | Бельгия     | 0 (0)                       | 2 (2)                       | 2 (2)                       |
| 16    | Греция      | 0 (0)                       | 1 (1)                       | 2 (1)                       |
| 17    | Нидерланды  | 0 (0)                       | 1 (2)                       | 2 (1)                       |
| 18    | Беларусь    | 0 (0)                       | 1 (0)                       | 2 (0)                       |

| Место | Страна               | Турниры и количество команд | Турниры и количество команд | Турниры и количество команд |
| Место | Страна               | Лига чемпионов              | Кубок ЕКВ                   | Кубок вызова                |
| ----- | -------------------- | --------------------------- | --------------------------- | --------------------------- |
| 19    | Украина              | 0 (0)                       | 0 (2)                       | 3 (0)                       |
| 20    | Словения             | 0 (0)                       | 0 (1)                       | 3 (2)                       |
| 21    | Кипр                 | 0 (0)                       | 0 (0)                       | 3 (3)                       |
| 22    | Португалия           | 0 (0)                       | 0 (0)                       | 3 (0)                       |
| 23    | Словакия             | 0 (0)                       | 0 (0)                       | 2 (2)                       |
| 24    | Финляндия            | 0 (0)                       | 0 (1)                       | 2 (0)                       |
| 25    | Босния и Герцеговина | 0 (0)                       | 0 (1)                       | 2 (0)                       |
| 26    | Болгария             | 0 (0)                       | 0 (0)                       | 2 (0)                       |
| 27    | Албания              | 0 (0)                       | 0 (1)                       | 2 (0)                       |
| 28    | Венгрия              | 0 (0)                       | 0 (0)                       | 2 (2)                       |
| 29    | Израиль              | 0 (0)                       | 0 (0)                       | 1 (1)                       |
| 29    | Черногория           | 0 (0)                       | 0 (0)                       | 1 (1)                       |
| 31    | Швеция               | 0 (0)                       | 0 (0)                       | 1 (1)                       |
| 32    | Македония            | 0 (0)                       | 0 (0)                       | 1 (0)                       |
| 32    | Шотландия            | 0 (0)                       | 0 (0)                       | 1 (0)                       |
| 34    | Мальта               | 0 (0)                       | 0 (0)                       | 1 (0)                       |
| 34    | Норвегия             | 0 (0)                       | 0 (0)                       | 1 (1)                       |

В ячейках Турниры и количество команд вне скобок указано количество команд, которые страна имела возможность заявить в каждом из турниров, а в скобках — фактическое количество заявленных команд, определённое после корректировки численности участников. В ячейках Кубок ЕКВ и Кубок вызова количество команд указано без учёта клубов, присоединившихся по ходу соревнований из других турниров.

## Команды-участницы (с 1-го раунда)
| Страна     | Команда                     |                                                                     |
| ---------- | --------------------------- | ------------------------------------------------------------------- |
| Россия     | «Динамо» (Краснодар)        | По итогам чемпионата России 2012 (5-е место)                        |
| Италия     | «Модена» (Модена)           | По итогам предварительного этапа чемпионата Италии 2012 (5-е место) |
| Турция     | «Иллербанкаши» (Анкара)     | по итогам предварительного этапа чемпионата Турции 2012 (6-е место) |
| Франция    | «Канне-Рошвиль» (Ле-Канне)  | По итогам чемпионата Франции 2012 (5-е место)                       |
| Сербия     | «Колубара» (Лазаревац)      | по итогам предварительного этапа чемпионата Сербии 2012 (5-е место) |
| Румыния    | «Букурешти» (Бухарест)      | По итогам чемпионата Румынии 2012 (4-е место)                       |
| Румыния    | «Медичина» (Тыргу-Муреш)    | По итогам чемпионата Румынии 2012 (5-е место)                       |
| Германия   | УСК «Мюнстер» (Мюнстер)     | По итогам чемпионата Германии 2012 (4-е место)                      |
| Германия   | «Аурубис» (Гамбург)         | По итогам чемпионата Германии 2012 (5-е место)                      |
| Швейцария  | «Франш-Монтань» (Сеньлежье) | По итогам чемпионата Швейцарии 2012 (4-е место)                     |
| Австрия    | «Тироль» (Инсбрук)          | По итогам чемпионата Австрии 2012 (4-е место)                       |
| Австрия    | «Грац» (Грац)               | По итогам чемпионата Австрии 2012 (6-е место)                       |
| Бельгия    | «Гент-Дам» (Гент)           | 2-й призёр чемпионата Бельгии 2012                                  |
| Бельгия    | «Одергем» (Одергем)         | По итогам чемпионата Бельгии 2012 (4-е место)                       |
| Греция     | «Олимпиакос» (Пирей)        | 2-й призёр чемпионата Греции 2012                                   |
| Нидерланды | «Пелпус» (Мейел)            | По итогам чемпионата Нидерландов 2012 (5-е место)                   |
| Словения   | «Кальцит» (Камник)          | 2-й призёр чемпионата Словении 2012                                 |
| Словения   | «Альянса» (Шемпетер)        | 3-й призёр чемпионата Словении 2012                                 |
| Кипр       | АЭЛ (Лимасол)               | Чемпион Кипра 2012                                                  |
| Кипр       | «Аполлон» (Лимасол)         | 2-й призёр чемпионата Кипра 2012                                    |
| Кипр       | «Анортосис» (Фамагуста)     | 3-й призёр чемпионата Кипра 2012                                    |
| Словакия   | «Допрастав» (Братислава)    | Чемпион Словакии 2012                                               |
| Словакия   | «Славия» (Братислава)       | 2-й призёр чемпионата Словакии 2012                                 |
| Венгрия    | «Вашаш-Обуда» (Будапешт)    | Чемпион Венгрии 2012                                                |
| Венгрия    | ТЕВА «Гёдёллёи» (Гёдёллё)   | 2-й призёр чемпионата Венгрии 2012                                  |
| Израиль    | «Хапоэль» (Кфар-Сава)       | 3-й призёр чемпионата Израиля 2012                                  |
| Черногория | «Лука Бар» (Бар)            | 2-й призёр чемпион Черногории 2012                                  |
| Швеция     | «Линдесберг» (Линдесберг)   | Чемпион Швеции 2012                                                 |
| Норвегия   | «Стод» (Стейнхьер)          | Чемпион Норвегии 2012                                               |

## Система проведения розыгрыша
Со старта в розыгрыше участвуют 29 команд. Во всех стадиях турнира применяется система плей-офф, то есть команды делятся на пары и проводят между собой по два матча с разъездами. Победителем пары выходит команда, одержавшая две победы. В случае равенства побед вне зависимости от соотношения партий по сумме двух матчей назначается дополнительный сет (до 15 очков), победивший в котором выходит в следующую стадию розыгрыша.
После 1-го раунда со стадии 1/16 финала к 16 оставшимся клубам присоединяются 16 команд, выбывших из Кубка ЕКВ.

## 1-й раунд
13-15/20-22.11.2012
 «Универсал» (Модена) освобождён от игр 1-го раунда.
 «Иллербанкаши» (Анкара) —  «Тироль» (Инсбрук)
14 ноября. 3:0 (25:17, 25:9, 25:17).
22 ноября. 3:0 (25:13, 25:8, 25:8).
 «Вашаш-Обуда» (Будапешт) —  «Стод» (Стейнхьер)
14 ноября. 2:3 (25:27, 25:15, 24:26, 25:9, 12:15).
21 ноября. 0:3 (20:25, 19:25, 25:27).
 «Динамо» (Краснодар) освобождено от игр 1-го раунда.
 УСК «Мюнстер» —  «Хапоэль» (Кфар-Сава)
14 ноября. 3:0 (25:17, 26:24, 25:12).
21 ноября. 0:3 (неявка УСК «Мюнстера»).
 «Анортосис» (Фамагуста) —  «Допрастав» (Братислава)
13 ноября. 0:3 (22:25, 18:25, 22:25).
22 ноября. 0:3 (20:25, 23:25, 22:25).
 «Франш-Монтань» (Сеньлежье) —  «Кальцит» (Камник)
15 ноября. 0:3 (13:25, 18:25, 20:25).
21 ноября. 0:3 (23:25, 16:25, 18:25).
 «Пелпус» (Мейел) —  «Медичина» (Тыргу-Муреш)
15 ноября. 0:3 (17:25, 19:25, 14:25).
21 ноября. 3:2 (17:25, 25:19, 25:21, 8:25, 15:12). Дополнительный сет 15:9.
 «Канне-Рошвиль» (Ле-Канне) освобождён от игр 1-го раунда.
 «Линдесберг» —  «Гент Дам» (Гент)
14 ноября. 0:3 (15:25, 15:25, 15:25).
21 ноября. 0:3 (16:25, 7:25, 7:25).
 «Лука Бар» (Бар) —  «Аполлон» (Лимасол)
13 ноября. 1:3 (18:25, 25:17, 18:25, 12:25).
22 ноября. 1:3 (25:20, 17:25, 19:25, 16:25).
 «Аурубис» (Гамбург) —  «Альянса» (Шемпетер)
14 ноября. 3:0 (25:14, 25:14, 25:19).
21 ноября. 3:1 (23:25, 25:18, 25:14, 25:18).
 «Букурешть» (Бухарест) —  «Одергем» 
15 ноября. 3:1 (25:23, 23:25, 25:19, 25:22).
22 ноября. 3:0 (25:20, 25:12, 25:20).
 АЭЛ (Лимасол) —  «Славия» (Братислава)
14 ноября. 3:1 (25:19, 25:12, 23:25, 25:18).
21 ноября. 3:0 (25:20, 25:23, 25:13).
 ТЕВА «Гёдёллёи» (Гёдёллё) —  «Олимпиакос» (Пирей)
14 ноября. 0:3 (14:25, 21:25, 13:25).
21 ноября. 0:3 (21:25, 13:25, 17:25).
 «Грац» —  «Колубара» (Лазаревац)
13 ноября. 1:3 (25:18, 12:25, 25:27, 23:25).
20 ноября. 0:3 (13:25, 15:25, 11:25).
К вышедшим по итогам 1-го раунда в 1/16 финала присоединились команды, выбывшие на стадии 1/16 из розыгрыша Кубка ЕКВ 2012-2013:
| «Нова-КБМ-Браник» (Марибор) «Оломоуц» «Кралово Поле» (Брно) ТЕД «Коледжлилер» (Анкара) «Химик» (Южное) АЗС «Белосток» «Верт» «Виести» (Сало) | АЕК (Афины) ТЕНТ (Обреновац) «Ребекки-Нордмекканика» (Пьяченца) «Минатори» (Рёшен) «Слидрехт» «Единство» (Брчко) «Риека» «Сплит-1700» (Сплит) |

## 1/16 финала
4-6/11-13.12.2012
 «Универсал» (Модена) —  «Нова-КБМ-Браник» (Марибор)
5 декабря. 3:0 (25:12, 25:22, 25:15).
12 декабря. 3:1 (25:17, 24:26, 25:23, 25:14).
 «Иллербанкаши» (Анкара) —  «Оломоуц» 
4 декабря. 3:1 (25:18, 19:25, 25:23, 25:13).
12 декабря. 3:1 (25:19, 25:21, 19:25, 25:22).
 «Допрастав» (Братислава) —  «Кралово Поле» (Брно)
5 декабря. 3:0 (25:20, 25:21, 25:19).
11 декабря. 3:1 (25:19, 20:25, 25:23, 25:21).
 ТЕД «Коледжлилер» (Анкара) —  «Динамо» (Краснодар)
5 декабря. 0:3 (19:25, 21:25, 28:30).
11 декабря. 1:3 (11:25, 21:25, 25:22, 11:25).
 «Химик» (Южное) —  «Гент Дам» (Гент)
6 декабря. 3:0 (25:16, 25:16, 25:16).
12 декабря. 3:0 (27:25, 25:22, 25:20).
 АЗС «Белосток» —  «Олимпиакос» (Пирей)
5 декабря. 3:0 (25:21, 25:15, 25:21).
12 декабря. 0:3 (16:25, 19:25, 18:25). Дополнительный сет 15:12.
 «Кальцит» (Камник) —  «Верт» 
5 декабря. 3:1 (25:11, 18:25, 25:18, 25:22).
12 декабря. 1:3 (25:22, 24:26, 22:25, 18:25). Дополнительный сет 15:9.
 «Пелпус» (Мейел) —  «Виести» (Сало)
6 декабря. 2:3 (17:25, 25:20, 21:25, 25:23, 8:15).
13 декабря. 1:3 (25:21, 20:25, 18:25, 19:25).
 «Канне-Рошвиль» (Ле-Канне) —  АЕК (Афины)
5 декабря. 3:2 (25:19, 21:25, 22:25, 25:17, 15:13).
12 декабря. 3:1 (25:23, 21:25, 25:17, 25:17).
 «Колубара» (Лазаревац) —  ТЕНТ (Обреновац)
5 декабря. 3:2 (23:25, 23:25, 25:21, 25:22, 15:9).
12 декабря. 3:1 (23625, 30:28, 25:21, 25:22).
 «Аполлон» (Лимасол) —  «Ребекки-Нордмекканика» (Пьяченца)
5 декабря. 0:3 (10:25, 16:25, 12:25).
11 декабря. 0:3 (8:25, 13:25, 4:25).
 АЭЛ (Лимасол) —  «Минатори» (Рёшен)
Отказ «Минатори».
 «Слидрехт» —  «Букурешть» (Бухарест)
4 декабря. 0:3 (23:25, 13:25, 22:25).
11 декабря. 0:3 (21:25, 18:25, 19:25).
 «Единство» (Брчко) —  «Стод» (Стейнхьер)
6 декабря. 3:0 (25:12, 25:17, 28:26).
12 декабря. 2:3 (19:25, 25:22, 25:23, 15:25, 10:15). Дополнительный сет 13:15.
 «Риека» —  «Аурубис» (Гамбург)
5 декабря. 2:3 (30:28, 25:23, 18:25, 19:25, 9:15).
12 декабря. 0:3 (21:25, 22:25, 17:25).
 «Сплит-1700» (Сплит) —  «Хапоэль» (Кфар-Сава)
6 декабря. 0:3 (11:25, 12:25, 10:25).
12 декабря. 0:3 (10:25, 11:25, 18:25).

## 1/8 финала
15-17/22-24.01.2013
 «Иллербанкаши» (Анкара) —  «Универсал» (Модена) 
15 января. 3:1 (25:18, 25:14, 21:25, 25:20).
24 января. 1:3 (8:25, 25:22, 10:25, 20:25). Дополнительный сет 15:9.
 «Допрастав» (Братислава) —  «Динамо» (Краснодар)
16 января. 0:3 (15:25, 13:25, 16:25).
24 января. 0:3 (21:25, 17:25, 15:25).
 АЗС «Белосток» —  «Химик» (Южное)
16 января. 0:3 (26:28, 20:25, 15:25).
24 января. 0:3 (13:25, 18:25, 15:25).
 «Виести» (Сало) —  «Кальцит» (Камник)
17 января. 3:0 (25:18, 25:18, 25:16).
23 января. 2:3 (25:22, 25:18, 22:25, 15:25, 8:15). Дополнительный сет 15:10.
 «Канне-Рошвиль» (Ле-Канне) —  «Колубара» (Лазаревац)
15 января. 3:0 (25:14, 25:19, 25:19).
22 января. 3:0 (25:16, 28:26, 25:17).
 «Ребекки-Нордмекканика» (Пьяченца) —  АЭЛ (Лимасол)
15 января. 3:0 (25:9, 25:6, 25:10).
23 января. 3:0 (25:7, 25:7, 25:10).
 «Букурешть» (Бухарест) —  «Стод» (Стейнхьер)
16 января. 3:0 (25:18, 25:16, 25:18).
23 января. 3:0 (25:11, 25:18, 25:15).
 «Аурубис» (Гамбург) —  «Хапоэль» (Кфар-Сава)
16 января. 3:0 (25:20, 25:20, 25:18).
23 января. 3:1 (23:25, 25:20, 25:16, 25:19).

## Четвертьфинал
5-7/ 12-14.02.2013
 «Динамо» (Краснодар) —  «Иллербанкаши» (Анкара)
7 февраля. 3:0 (25:16, 25:13, 25:23).
14 февраля. 3:1 (25:20, 25:8, 20:25, 28:26).
 «Химик» (Южное) —  «Виести» (Сало)
6 февраля. 3:1 (12:25, 25:21, 25:17, 25:13).
14 февраля. 2:3 (24:26, 31:33, 25:18, 25:12, 9:15). Дополнительный сет 13:15.
 «Канне-Рошвиль» (Ле-Канне) —  «Ребекки-Нордмекканика» (Пьяченца)
5 февраля. 1:3 (27:25, 15:25, 20:25, 17:25).
12 февраля. 2:3 (21:25, 25:20, 13:25, 26:24, 13:15).
 «Аурубис» (Гамбург) —  «Букурешть» (Бухарест)
6 февраля. 3:0 (25:20, 25:11, 25:15).
13 февраля. 3:0 (25:21, 25:20, 25:18).

## Полуфинал
26-27.02/2-3.03.2013
 «Динамо» (Краснодар) —  «Виести» (Сало)
26 февраля. 3:0 (25:6, 25:20, 25:18).
2 марта. 3:0 (25:14, 25:15, 25:18).
 «Аурубис» (Гамбург) —  «Ребекки-Нордмекканика» (Пьяченца)
27 февраля. 0:3 (19:25, 12:25, 22:25).
3 марта. 0:3 (16:25, 16:25, 21:25).

## Финал

### 1-й матч
| 20 марта 2013 | \| «Ребекки-Нордмекканика» (Пьяченца) \| 2:3 cev.lu \| «Динамо» (Краснодар) \| \| Франческа Ферретти (3) Лучия Бозетти (21) Мануэла Леджери (9) Кармен Турля (22) Флортье Мейнерс (15) Мартина Гуиджи (8) Стефания Сансонна (л) Мануэла Секоло (1) Лаура Николини Даница Раденкович \| Голы \| Марина Марюхнич (12) Дестини Хукер (25) Гелена Гавелкова (12) Екатерина Осичкина (12) Ирина Уралёва (1) Яна Щербань (4) Светлана Крючкова (л) Светлана Сурцева (1) Людмила Малофеева (1) Анна-Мириам Гансонре (3) \| | Пьяченца «Palabanca Piacenza» 1750 зрителей |
| Счёт по партиям — 25:17, 20:25, 24:26, 25:13, 10:15. Время матча — 1 час 59 минут. Судьи: Пётр Дудек, Милан Райкович.                                                                             | | |
| «Ребекки-Нордмекканика» (Пьяченца) | 2:3 cev.lu | «Динамо» (Краснодар) |
| Франческа Ферретти (3) Лучия Бозетти (21) Мануэла Леджери (9) Кармен Турля (22) Флортье Мейнерс (15) Мартина Гуиджи (8) Стефания Сансонна (л) Мануэла Секоло (1) Лаура Николини Даница Раденкович | Голы | Марина Марюхнич (12) Дестини Хукер (25) Гелена Гавелкова (12) Екатерина Осичкина (12) Ирина Уралёва (1) Яна Щербань (4) Светлана Крючкова (л) Светлана Сурцева (1) Людмила Малофеева (1) Анна-Мириам Гансонре (3) |

### 2-й матч
| 24 марта 2013 | \| «Динамо» (Краснодар) \| 1:3 д.с. 15:8 cev.lu \| «Ребекки-Нордмекканика» (Пьяченца) \| \| Марина Марюхнич (17) Дестини Хукер (27) Гелена Гавелкова (16) Екатерина Осичкина (12) Ирина Уралёва (8) Яна Щербань Светлана Крючкова (л) Анна-Мириам Гансонре (7) Юлия Меркулова (1) Людмила Малофеева (1) Светлана Сурцева \| Голы \| Мануэла Леджери (7) Кармен Турля (19) Флортье Мейнерс (20) Мартина Гуиджи (13) Франческа Ферретти (4) Лучия Бозетти (11) Стефания Сансонна (л) Мануэла Секоло (1) Даница Раденкович (1) Лаура Николини \| | Краснодар Дворец спорта «Олимп» 3000 зрителей |
| Счёт по партиям — 22:25, 25:22, 23:25, 24:26. Доп.сет — 15:8. Время матча — 1 час 50 минут (без учёта доп.сета). Судьи: Ласло Адлер, Филипп Шюрман.                                                                          | | |
| «Динамо» (Краснодар) | 1:3 д.с. 15:8 cev.lu | «Ребекки-Нордмекканика» (Пьяченца) |
| Марина Марюхнич (17) Дестини Хукер (27) Гелена Гавелкова (16) Екатерина Осичкина (12) Ирина Уралёва (8) Яна Щербань Светлана Крючкова (л) Анна-Мириам Гансонре (7) Юлия Меркулова (1) Людмила Малофеева (1) Светлана Сурцева | Голы | Мануэла Леджери (7) Кармен Турля (19) Флортье Мейнерс (20) Мартина Гуиджи (13) Франческа Ферретти (4) Лучия Бозетти (11) Стефания Сансонна (л) Мануэла Секоло (1) Даница Раденкович (1) Лаура Николини |

## Призёры
«Динамо» (Краснодар): Анна-Мириам Гансонре, Марина Марюхнич, Яна Щербань, Гелена Гавелкова, Светлана Крючкова, Светлана Сурцева, Елена Зарубина, Екатерина Осичкина, Людмила Малофеева, Дестини Хукер, Ирина Уралёва, Юлия Меркулова. Главный тренер — Авитал Селинджер.
  «Ребекки-Нордмекканика» (Пьяченца): Мануэла Леджери, Кармен Турля, Флортье Мейнерс, Мануэла Секоло, Лаура Николини, Франческа Ферретти, Стефания Сансонна, Мартина Гуиджи, Даница Раденкович, Лучия Бозетти, Изабелла Дзильо. Главный тренер — Джованни Капрара.